# Membro da Academia Britânica
Os Membros da Academia Britânica (do inglês: Fellow of the British Academy (FBA)) consistem de acadêmicos e pesquisadores líderes mundiais em ciências humanas e sociais. Vários bolsistas são eleitos a cada ano em julho na Assembleia Geral Anual da Academia, por sua distinção nas áreas acadêmicas citadas anteriormente. Existem três tipos de prêmios:
1. Bolsas, para acadêmicos residentes no Reino Unido
2. Bolsas correspondentes, para bolsistas não residentes no Reino Unido
3. Bolsas honorárias, um título acadêmico honorário

A concessão da bolsa é evidenciada pelo trabalho publicado e os bolsistas podem usar as cartas pós-nominais FBA. Exemplos de companheiros incluem Mary Beard, Nicholas Stern, Barão Stern de Brentford, Jeremy Horder, Michael Lobban, M. R. James e Rowan Williams.